# Maserà di Padova
Maserà di Padova (Masarà in veneto) è un comune italiano di 9 297 abitanti della provincia di Padova in Veneto.
Fa parte dell'area metropolitana di Padova, istituita da una deliberazione del comune di Padova il 31 maggio 2003, ed è situata all'interno della seconda cintura urbana di Padova.
Per il paese passa l'antica Via Annia che collegava Adria ad Aquileia, voluta nel 131 a.C. dal pretore Tito Annio Rufo.
In paese ha sede il Coro polifonico Mortalisatis diretto dal maestro Ignazio Vazzoler.

## Origini del nome
Il nome Maserà deriva forse da maceria, sarebbe stato dato dai monaci che, venuti nel territorio attorno all'874 per fondare una Corte, vi trovarono cumuli di macerie cretesi in seguito alla distruzione del paese avvenuta per mano dei Longobardi nel 610.
Al nome Maserà fu aggiunto di Padova nel 1866 in seguito all'annessione del Veneto al Regno d'Italia.
Il nome della frazione Bertipaglia, invece, deriva dall'antico nome Braida de palea che sta ad indicare un centro abitato costruito da casa con il tetto di paglia. Bràida è longobardo e significa campo o prato.

## Storia

### Età antica
Il territorio comunale, pianeggiante e irrigato, situato nelle immediate adiacenze di Padova, era già densamente popolato dai Paleoveneti nel II secolo a.C..
Il successivo avvento dei Romani portò una risistemazione delle terre in base al noto sistema della centuriazione, che migliorava la resa agricola favorendo la bonifica delle paludi ed il contenimento dei corsi d'acqua.
È noto che il territorio era attraversato da una "Strada caput silvae" e si può ipotizzare che lungo di essa sorgessero i primi nuclei abitativi: in ogni caso gli insediamenti esistenti non seppero resistere al violento impatto delle popolazioni barbariche che, incuranti degli allevamenti e delle coltivazioni, saccheggiarono e devastarono la zona.

### Età medioevale
Quando cadde l'impero romano le terre del paese furono abbandonate. Nell'874 il vescovo di Padova Rosio decise di mandare i monaci di Santa Giustina (non ancora benedettini) a Maserà in un suo possedimento. Esso comprendeva la Corte di Maserà e una chiesa, o più propriamente cappella, dedicata a San Martino in Ronchi la quale, non essendo dotata di fonte battesimale, risultava dipendere dalla cattedrale di Padova.
Tuttavia le terre furono nuovamente abbandonate nell'899 a causa delle invasioni degli Ungari. Nel 970 il vescovo di Padova Gozzelino conferì nuovamente le terre di Maserà ai monaci benedettini di Santa Giustina. Fu grazie a loro che a Maserà vennero bonificati i terreni paludosi e migliorarono le condizioni dei contadini.
Nel 1190 nacque invece la nuova chiesa di S. Maria Vergine che divenne sede arcipretale e Pieve. Da essa dipendevano le cappelle di san Mariano a Bertipaglia, di Santa Maria a Casalserugo, di San Martino a Ronchi del Volo, di Santo Stefano a Ca' Murà, di San Biagio a Cornegliana, di Santo Stefano a Carpanedo, di Sant'Andrea a Lion, di San Tommaso ad Albignasego e di San Giorgio delle Chiusure.
Maserà nel 1234 diventerà libero comune, ma dipendente giuridicamente da Padova, infatti era retta da un podestà che percepiva uno stipendio di 50 lire annuali. Il libero comune comprendeva anche le contrade Bertipaglia, Bolzani, Cà Murà, Pratiarcati e Villa Albarella.
La Corte, ossia il monastero benedettino, con l'avvento nel 1335 a Padova della signoria dei Carraresi, subì una grave crisi economica a causa dell'allontanamento dei monaci per volere dei signori, ma poi si risollevò con la fine della signoria (1405) e il ritorno dei monaci.

### Età moderna
Nel XV secolo il nuovo abate, Ludovico Barbo, promosse numerosi interventi atti a migliorare il sistema delle culture e provvide alla bonifica dei terreni paludosi: il fondo di Maserà fu diviso in diciotto possessioni affidate ad altrettanti coloni; nella Corte, consistente in una casa in muratura con annesse stalle, granai, cantine ed orti cintati, nonché un oratorio dedicato a Santa Giustina, risiedevano stabilmente un monaco-rettore ed un monaco-commesso. Molto diversi erano gli edifici che ospitavano i braccianti: semplici "casoni" di paglia dove viveva la gran massa dei lavoratori, retribuiti a giornate di lavoro.
La popolazione di Maserà ebbe anche a soffrire il passaggio delle truppe della lega di Cambrai che, nel settembre 1513, misero a sacco il territorio.
La dominazione della Serenissima portò un lungo periodo di pace e l'introduzione di nuove sementi provenienti dall'America come il mais, che migliorarono il vitto della popolazione ed introdussero i germi di una ristrutturazione dei coltivi sulla base dell'economia di mercato.

### Età contemporanea
A causa del dominio napoleonico nel 1806 furono soppressi tutti gli ordini religiosi quindi la Corte e i suoi 4000 ettari di campagna entrarono a far parte del demanio pubblico: del Regno d'Italia napoleonico prima e del Lombardo-Veneto poi. Dopo l'annessione del Veneto al Regno d'Italia la Corte e le sue proprietà furono venduti ad Antonio Faccanoni e successivamente ai fratelli Da Zara, che introdussero la coltivazione della barbabietola.
Nel secondo dopoguerra si è sviluppata un'attività industriale e di artigianato. L'agricoltura continua a rivestire un ruolo importante con produzioni specializzate di ortaggi e vini, come il radicchio variegato Castelfranco IGP detto anche “Fior di Maserà”.

### Simboli
Lo stemma e il gonfalone sono stati concessi con decreto del presidente della Repubblica del 22 agosto 1972.
La croce di Calvario d'argento sta ad indicare la religione del popolo di Maserà; il gallo d'oro, crestato e bargigliato di rosso ne sottolinea il carattere agricolo; la ruota dentata esprime la volontà di industrializzazione. Il tutto è completato dai consueti simboli dell'araldica civica italiana: la corona turrita dei Comuni e i rami di quercia e di alloro in decusse legati da nastrino tricolore.
Il gonfalone è un drappo troncato di rosso e di azzurro.

## Monumenti e luoghi d'interesse

### Architetture religiose

#### Corte benedettina
La Corte di Maserà nasce per opera del cenobio pre-benedettino della basilica di Santa Giustina di Padova nell'874. Essa poi diventa benedettina nel 970, anno in cui nasce anche la pieve.
Come ogni corte aveva una pars dominicia, lavorata dai massari i cui frutti erano recepiti dal padrone e una pars massaricia, data a lavorare ai massari per le loro necessità.
La Corte di Maserà era una corte ecclesiastica che, pur sottostando alla giurisdizione civile, era esente dal magistrato comitale (conte). La basilica di Santa Giustina dirigeva la corte attraverso un suo rappresentante il gastaldo o castaldo. Egli amministrava, oltre ai 1300 campi della Corte, le strutture della Corte, alcune visibili anche oggi, ossia la chiesa, la casa del gastaldo, la cantina, le stalle, le case dei massari.
I monaci Benedettini amministrano la Corte fino al 1806, anno della soppressione di tutti gli ordini monastici voluta da Napoleone. Nel 1860 diventa proprietà dei Da Zara e passata dopo la Grande Guerra nella proprietà del Comune di Maserà di Padova.

#### Pieve di Santa Maria
La chiesa attuale è del 1496, ma nello stesso punto dove essa sorge fu eretta, probabilmente, nel 970 la prima pieve di stile romanico su modello della chiesa di Santa Sofia di Padova. Doveva non essere più lunga di 10 metri. L'attuale chiesa, invece, fu consacrata l'8 settembre 1496 dal vescovo di Padova Pietro Barozzi.
L'esterno è di stile è romanico, semplice e austero. La chiesa ha due porte di accesso una a mezzogiorno (quella laterale) da cui entravano gli uomini e una ad occidente da cui entravano le donne. Sopra al portone centrale fu aggiunto, nel XVIII secolo, un timpano ad arco spezzato con il simbolo dei Benedettini. Il campanile fu costruito nel 1874 e le campane fuse nella fonderia di Verona di Luigi Cavadini. Nel 1912 fu apposto al Campanile l'Orologio. Attualmente le campane sono cinque, l'ultimo restauro si fece nel 2014 ad opera dell'arciprete don Francesco Fabris Talpo, e sono dedicate a Santa Maria, San Benedetto, Sant'Antonio, San Giuseppe e a Santa Pace.
Ancora all'esterno si trova la casa canonica e nella parte settentrionale e si trovava, fino al 1812, il Cimitero, spostato a causa dell'editto napoleonico di Saint Cloud.
L'interno della chiesa presenta:
un altare maggiore contenente le reliquie dei Santi Vito e Lorenzo martiri è dedicato alla Natività della Vergine Maria. Esso è decorato con una Pala eseguita da G.B. Pellizzari tra il 1655 e il 1660 che raffigura Maria incoronata da un angelo e in primo piano Sant'Anna attorniata da un gruppo di donne; 
l'altare minore di destra contenente le reliquie di San Vitale martire è dedicato a San Benedetto da Norcia. Esso è decorato con una pala eseguita da G.B. Pellizzari tra il 1655 e il 1660 che raffigura San Benedetto con la Regola in mazzo e San Sebastiano con una lunga asta in mano:
l'altare minore di sinistra contenente le reliquie di San Valeriano martire è dedicato alla Madonna del Rosario. Esso è decorato con una pala eseguita da G.B. Pellizzari tra il 1655 e il 1660 che raffigura a sinistra San Domenico e Santa Caterina da Siena, sullo sfondo un prelato, probabilmente il committente dell'opera;
il quarto altare dedicato alla Maternità di Maria Santissima;
un affresco, collocato tra l'altare della Madonna del Rosario e quello della Maternità, probabilmente di Stefano dell'Arzere pittore padovano del Cinquecento. È composto di quattro scene: l'Annunciazione, la Visitazione, la Natività di N.S. Gesù Cristo e l'Adorazione dei Magi;
il Fonte Battesimale alla destra del portone centrale, a forma di colonnina;
il Crocifisso voluto da San Gregorio Barbarigo;
il Confessionale, benedetto nel 2010
l'Organo opera della Casa Organaria Annibale Pugina
il Pulpito di legno di noce
la Lapide posta nel 1722 a ricordo della consacrazione
La chiesa agli inizi del Novecento non era più sufficiente per le anime di Maserà quindi l'arciprete don Sebastiano Fabbian pensò di abbatterla e di costruirne una nuova, ma il ministro della pubblica istruzione, Giovanni Gentile, nel 1923 notificava al sacerdote che essa “ha importante interesse ed è quindi sottoposta alle disposizioni contenute nella legge n.364/1909”. Perciò il progetto di restauro o di costruzione di una nuova chiesa fu, momentaneamente, abbandonato. Ma l'11 gennaio 1959, di domenica, alle ore 6:20 del mattino, appena 10 minuti prima dell'inizio della Santa Messa, cadde un terzo del soffitto e per fortuna nessuno rimase ferito dal crollo. La chiesa, pertanto fu abbandonata, e solo negli anni Novanta fu eseguito un restauro che la riconsegnò nella sua originaria bellezza. Proprio in quell'occasione si scoprì che la chiesa originaria del 970 era stata costruita su una villa romana, di cui oggi si può ammirare il pavimento musivo, grazie a vetri posti sul pavimento.

#### Chiesa arcipretale della Natività della B.V. Maria
L'anno dopo il crollo del soffitto della Pieve si decise di costruire una nuova chiesa, finanziata dalle famiglie parrocchiali. L'edificio fu consacrato il 7 settembre 1968. La chiesa è a pianta quadrata con un'unica navata. Essa all'esterno presenta ampie scalinate che portano ad un ballatoio, preludio dell'Aula. Nei portoni d'ingresso è rappresentata la croce benedettina. Lo spazio interno è rapportato alla dimensione umana e caratterizzato da una nuova organizzazione degli elementi liturgici, non più giustapposti gerarchicamente ma collegati da “un'unica isola presbiteriale”. Le opere presenti all'interno sono una statua lignea del Settecento, raffigurante la B.V. Maria con il Bambino; un Crocifisso opera di Paolo Meneghesso, esso è sospeso sopra il seggio e in esso è dipinto il Cristo Glorioso vestito con abbigliamento siriaco; un mosaico opera di Paolo Meneghesso posto dietro il Tabernacolo, la cui figura centrale è un cherubino che rappresenta l'Annuncio, più avanti si incontra un'ampia fascia dove prende posto il Giardino dei Beati.
Nella cripta sottostante la chiesa trovano posto: il patronato, la Casa della Dottrina Cristiana e delle Associazioni.

#### Chiesa di San Mariano
Si trova presso Bertipaglia (l'unica frazione del comune). L'attuale chiesa, risalente al 1572, fu costruita sopra una chiesa più remota costruita forse nell'XI secolo e fu ampliata con le due navate laterali nel 1900. Oggi si contano all'interno otto altari

#### Chiesa parrocchiale di Sacro Cuore di Gesù
L'attuale chiesa parrocchiale fu voluta da don Antonio Zilio e fu consacrata il 21 dicembre 1973 dal vescovo Girolamo Bortignon. Essa fu progettata dagli architetti Giorgio Fasan e Edoardo Piva. Le opere all'interno sono dello scultore Marco Rigovacca. La pianta della chiesa è ovale.
Fu dedicata al Sacro Cuore di Gesù poiché esso dal 1920 è il patrono della parrocchia. Infatti l'allora parroco don Gottardo Bellan chiese e ottenne dal Vaticano di aggiungere come patrono anche il Sacro Cuore di Gesù al patrono San Mariano, vescovo di Padova, non avendo egli né lezioni né reliquie. Il popolo continua a festeggiare il compatrono San Mariano il 1º giugno.

#### Ospizio di San Benedetto
Abbiamo testimonianza che nel 1454 vi era un ospizio, ossia una casa per i pellegrini diretti a Roma, Loreto o in Terrasanta, situato presso via Conselvana all'altezza dell'omonima via odierna. 
Oggi di questo ospizio non rimane più nulla, ma all'epoca lungo l'odierna via Conselvana, ve n'erano molti: Santa Croce a San Giacomo di Albignasego, Santi Filippo e Giacomo a Cagnola, San Giovanni il Battista a Cartura, Santa Maria a Conselve e San Martino a Tribano.

#### Oratorio di San Giovanni il Battista
Questo oratorio è stato fatto costruire dalla famiglia padovana Dondi Dell'Orologio nel 1544. Si trova ancor oggi, anche se in stato di abbandono, nella contrada Bolzani. La contrada prende il nome dall'antico scavo Bolza che vi passava attraverso, che a sua volta significava dardo essendo questa una zona di confine. L'oratorio è una delle tante chiese campestri che i proprietari terrieri costruivano sulle loro tenute per loro e per i coloni, dove officiavano cappellani stipendiati dai proprietari stessi.

#### Oratorio della Beata Vergine del Rosario
Si trova presso la località Villa Albarella. Fu fatto costruire dalla famiglia dei Dalla Scala nel XVIII secolo. Contiene una pala d'altare che raffigura San Domenico. Anch'esso è una chiesa campestre oggi della famiglia Moro detta Rocchetto.

#### Ca' Murà
L'antica chiesetta che sorge in località Ca' Murà risale all'XI secolo. Questo era un minuto monastero benedettino femminile recintato da una mura, e così si può così facilmente spiegare il toponimo dato alla località di Ca' Murà.
Tra 1216 e il 1220 vi si stabilisce una comunità di frati francescani che vi rimase poco più di settant'anni. Il convento dì Ca' Murà aveva raggiunto una piena autonomia, infatti nel 1238 poté beneficiare dei cospicui lasciti del terziario francescano Buffono di Bertolotto che lascia per testamento 100 soldi al convento di Ca' Murà perché provveda a dar inizio alla costruzione della basilica di Sant'Antonio.
Nella decima papale del 1297, Ca' Murà è nominata come chiesa curata, distinta da Bertipaglia, con un rettore con il titolo di Priore, il che fa pensare un ritorno dei benedettini, probabile un priorato semplice, che comprendeva non più di tre o quattro monaci. Nel 1449 il monastero aveva cessato di esistere e la chiesa dei Santi Stefano ed Eurosia era passata in proprietà della parrocchia di San Mariano, anche se continuava ad avere il suo Fonte battesimale segno della sua parrocchialità.
Nel maggio del 1589 papa Sisto V assegnò il beneficio semplice di Ca' Murà ai canonici illirici di San Girolamo di Roma i quali dopo quella data costruirono il grazioso campanile al lato destro dell'abside.
Nel 1780 ai canonici illirici succedette la famiglia padovana dei Petrobelli, fino al 1900, quando chiesa, casa e terreno circostante vennero posti all'asta, e furono acquistati da don Gottardo Bellan, parroco di Bertipaglia, il quale, lascia in successione i beni al fratello don Antonio Bellan.
Oggi la chiesa ha mantenuto il suo semplice aspetto: si tratta di un edificio a navata unica, posto su un rialzo in pietra che lo isola dal terreno; la facciata è scandita da due lesene; alcuni gradini centrali conducono alla porta d'ingresso, sovrastata da una nicchia affrescata. Sopra la nicchia una finestra ad arco. All'interno si conserva un altare cinquecentesco, una tela raffigurante la Vergine con il Bambino, Santo Stefano e Sant'Eurosia e la lastra tombale indicante la sepoltura della famiglia Petrobelli.

### Architetture civili
Poco si conosce riguardo alla storia delle architetture civili di Maserà di Padova, a causa dell'incendio che distrusse l'Archivio Comunale nel 1969. Tuttavia si annoverano tra esse:
- Il palazzo municipale, ora sede della biblioteca comunale, probabilmente costruito attorno al 1906 per ospitare gli uffici comunali, che oggi hanno sede nella Corte. Lo stile è neogotico o liberty, con finestre bifore divise da colonnine ioniche.
- La Casa del segretario comunale oggi demolita, si trovava accanto al Palazzo municipale nella prima metà del Novecento, ospitava l'abitazione del segretario oltre ai suoi uffici;
- L'ex-scuola elementare “G. Mazzini”, posta a pochi passi dal Palazzo Municipale. Oggi ospita al pianterreno la sede di un istituto di credito e il primo piano ospita varie associazioni.
- La ex-sede dei Vigili Urbani, non più utilizzata, si trova accanto al Palazzo Municipale, la sua costruzione è della seconda metà del Novecento e veniva utilizzata come sede dei Vigili del Comune, prima del unione dei vigili operata da parte dei Comuni di Padova Sud. Oggi la sede degli stessi è collocata presso l'Ex-Palazzo Municipale di Albignasego;
- La Casa delle Associazioni fu costruita negli anni Sessanta e inaugurata dall'allora ministro della pubblica istruzione Luigi Gui per ospitare le scuole medie. Negli anni Ottanta fu dismessa perché non più sufficientemente grande e oggi ospita la sede di numerose associazioni. Recentemente, nel 2012, è stata oggetto di un restauro.
- La scuola elementare “G. Mazzini” è l'attuale sede delle scuole elementari del paese, è collocata in Via Olimpiadi, la sua costruzione risale agli anni Novanta. Agli inizi degli anni Duemila è stata oggetto di un ampliamento;
- La scuola media “Papa Giovanni XXIII” è l'attuale sede delle scuole medie del paese, è collocata in Via Olimpiadi, la sua costruzione risale agli anni Ottanta;
- La palestra comunale è sede di numerose associazioni sportive, è collocata in Via Olimpiadi;
- Il campo sportivo comunale è sede di numerose associazioni sportive, è collocato in Via Olimpiadi;
- La scuola elementare “Ca' Murà” è l'attuale sede delle scuole elementari della frazione del paese, è collocata nell'omonima via presso la frazione Bertipaglia;
- Il distretto sanitario in via Conselvana;
- Il cimitero comunale in Via Roma;
- Villa Petrobelli di Ca' Murà: la costruzione sembra risalire al XVIII secolo e conserva una lapide tombale proveniente dalla chiesa di Sant'Agostino di Padova, che ricorda la morte di Giovanni Battista Petrobelli, avvenuta il 17 settembre 1558;
- Il monumento ai Caduti.

## Cultura

### Biblioteca Comunale
La Biblioteca offre a tutti i cittadini un servizio gratuito.

## Società

### Evoluzione demografica
Evoluzione demografica
Abitanti censiti

## Infrastrutture e trasporti
Attraversata in senso longitudinale nord-sud dalla Strada provinciale 92, Maserà è collegata con Padova mediante autoservizi svolti da APS Holding e Busitalia-Sita Nord.
Fra il 1888 e il 1954 nella cittadina fu presente inoltre una fermata della tranvia Padova-Bagnoli di Sopra, gestita dalla Società delle Guidovie Centrali Venete (gruppo Società Veneta), parte di un gruppo di infrastrutture che contribuirono in tale periodo al rilancio economico della provincia di Padova.

## Amministrazione
L'Amministrazione comunale di Maserà di Padova, con quelle di Casalserugo e Albignasego, fa parte dell'Unione Pratiarcati, una  Unione dei comuni della provincia di Padova.

### Sindaci fino al 1946
- 1876 - 1878 Giuseppe Da Zara
- 1879 - 1913 Antonio Dondi-Orologio
- 1914 - 1919 Augusto Calore
- 1920 Luigi Cattelan
- 1920 - 1926 Luigi Voltan
- 1926 - 1932 Luigi Enea Gallo Seniore (podestà)
- 1932 - 1933 Ernesto Scremini (podestà)
- 1934 - 1940 Tomaso Berlese (podestà)
- 1941 - 1943 Carlo Briani (podestà)
- 1944 Attilio Dainese (podestà)
- 1945 - 1946 Antonio Briani

### Sindaci dal 1946
|                                                      | Antonio Briani                                    | Democrazia Cristiana | 1946-1958      | 1946   |
| 1951                                                 | Antonio Briani                                    | Democrazia Cristiana | 1946-1958      |        |
| 1956                                                 | Antonio Briani                                    | Democrazia Cristiana | 1946-1958      |        |
|                                                      | Alessandro Bottin                                 | Democrazia Cristiana | 1958-1960      | (1956) |
|                                                      | Giovanni Finesso                                  | Democrazia Cristiana | 1960-1964      | 1960   |
|                                                      | Armando Salvato                                   | Democrazia Cristiana | 1964-1970      | 1964   |
|                                                      | Aldo Bottin                                       | Democrazia Cristiana | 1970-1980      | 1970   |
| 1975                                                 | Aldo Bottin                                       | Democrazia Cristiana | 1970-1980      |        |
|                                                      | Giovanni Borille                                  | Democrazia Cristiana | 1980-1985      | 1980   |
|                                                      | Francesco Briani                                  | Democrazia Cristiana | 1985-1990      | 1985   |
|                                                      | Giovanni Borille                                  | Democrazia Cristiana | 1990-1991      | 1990   |
|                                                      | Raffaele Scarabello                               | Democrazia Cristiana | 1991-1995      | (1990) |
| Sindaci eletti direttamente dai cittadini (dal 1995) |                                                   |                      |                |        |
|                                                      | Daniele Morello                                   | Centro               | 1995-2004      | 1995   |
| 1999                                                 | Daniele Morello                                   | Centro               | 1995-2004      |        |
|                                                      | Antonio Basso                                     | Centro               | 2004-2007      | 2004   |
|                                                      | Maria Gabriella Perrotti (Commiss. straordinario) | -                    | 2007-2008      | -      |
|                                                      | Nicola De Paoli                                   | Centro-destra        | 2008-2018      | 2008   |
| 2013                                                 | Nicola De Paoli                                   | Centro-destra        | 2008-2018      |        |
|                                                      | Gabriele Volponi                                  | Centro-destra        | 2018-in carica | 2018   |
| 2023                                                 | Gabriele Volponi                                  | Centro-destra        | 2018-in carica |        |